# Monte Towe
Monte Corwin Towe (Marion, Indiana, 27 de septiembre de 1953) es un exjugador y entrenador de baloncesto estadounidense que disputó una temporada en la ABA y otra en la NBA. Con 1,70 metros de estatura, jugaba en la posición de base.

## Trayectoria deportiva

### Universidad
Jugó tres temporadas con los Wolfpack de la Universidad Estatal de Carolina del Norte, en las que promedió 11,1 puntos y 4,1 asistencias por partido. Fue uno de los principales artífices en la consecución del Torneo de la NCAA en 1974, liderando el mismo en asistencias y siendo el tercer mejor anotador, siendo incluido en el mejor quinteto del campeonato.
Al año siguiente fue premiado con el Frances Pomeroy Naismith Award, galardón que se otorga al mejor jugador universitario cuya estatura no supere los 6 pies (1,83 metros).

### Profesional
Fue elegido en la quincuagésimo séptima posición del Draft de la NBA de 1975 por Atlanta Hawks, y también por los Denver Nuggets en la tercera ronda del draft de la ABA, fichando por estos últimos. En su primera temporada en el equipo promedió 3,0 puntos y 2,1 asistencias, llegando a disputar las Finales de la ABA en las que cayeron ante los New York Nets. Esa temporada disputó también el All-Star Game, ya que se decidió que fuera el campeón del año anterior el que se enfrentara a un combinado de la liga, logrando 2 puntos y 2 asistencias.
Al año siguiente, tras la desaparición de la ABA, el equipo se integró en la NBA, disputando su última temporada como profesional, en la que promedió 2,5 puntos y 1,7 asistencias por partido.

### Entrenador
Tras retirarse de los terrenos de juego, regresó a su alma mater para ejercer como entrenador asistente durante dos temporadas, para posteriormente seguir el entrenador principal Norm Sloan a la Universidad de Florida, donde permaneció 5 temporadas más. En 1990 comenzó una andadura de dos años en la Global Basketball Association, para pasar posteriormente a ser asistente en los Sioux Falls Skyforce de la CBA. Tras pasar por varias universidades de segunda fila,.  En 1993 se proclama campeón en la Liga Profesional de Baloncesto de Venezuela (LPB) con el equipo Marinos de Oriente (desde el 2005 Marinos de Anzoategui), en 2001 se hace cargo del banquillo de la Universidad de Nueva Orleans, donde permanece 5 temporadas en las que consigue 70 victorias y 78 derrotas.
En 2006 regresa como asistente a la Universidad de NC State, donde permanece hasta 2011, fecha en la que firma en el mismo puesto por la Middle Tennessee State University.

## Estadísticas de su carrera en la ABA y la NBA

### Temporada regular
| Temporada | Edad | Equipo         | Liga  | P   | TIT | MIN | TC  | TCA | %TC  | 3P  | 3PA | %3P  | TL  | TLA | %TL  | R.OF. | R.DEF. | REB | ASIS | ROB | TAP | PER | FP  | PTS |
| 1975-76   | 22   | Denver Nuggets | ABA   | 64  |     | 9.0 | 1.1 | 2.8 | .402 | 0.1 | 0.7 | .214 | 0.6 | 0.7 | .818 | 0.1   | 0.8    | 0.9 | 2.1  | 0.6 | 0.1 | 1.3 | 1.3 | 3.0 |
| 1976-77   | 23   | Denver Nuggets | NBA   | 51  |     | 8.0 | 1.1 | 2.7 | .406 |     |     |      | 0.4 | 0.5 | .720 | 0.2   | 0.5    | 0.7 | 1.7  | 0.3 | 0.0 |     | 1.2 | 2.5 |
| Total     |      |                | TOTAL | 115 |     | 8.6 | 1.1 | 2.8 | .404 | 0.1 | 0.7 | .214 | 0.5 | 0.6 | .783 | 0.1   | 0.7    | 0.8 | 1.9  | 0.5 | 0.0 | 1.3 | 1.3 | 2.8 |
|           |      |                | ABA   | 64  |     | 9.0 | 1.1 | 2.8 | .402 | 0.1 | 0.7 | .214 | 0.6 | 0.7 | .818 | 0.1   | 0.8    | 0.9 | 2.1  | 0.6 | 0.1 | 1.3 | 1.3 | 3.0 |
|           |      |                | NBA   | 51  |     | 8.0 | 1.1 | 2.7 | .406 |     |     |      | 0.4 | 0.5 | .720 | 0.2   | 0.5    | 0.7 | 1.7  | 0.3 | 0.0 |     | 1.2 | 2.5 |

### Playoffs
| Temporada | Edad | Equipo         | Liga  | P | TIT | MIN | TC  | TCA | %TC  | 3P  | 3PA | %3P | TL  | TLA | %TL  | R.OF. | R.DEF. | REB | ASIS | ROB | TAP | PER | FP  | PTS |
| 1975-76   | 22   | Denver Nuggets | ABA   | 4 |     | 7.5 | 0.8 | 2.0 | .375 | 0.0 | 0.0 |     | 1.0 | 1.3 | .800 | 0.0   | 0.0    | 0.0 | 1.5  | 0.3 | 0.0 | 1.3 | 1.5 | 2.5 |
| 1976-77   | 23   | Denver Nuggets | NBA   | 1 |     | 6.0 | 2.0 | 3.0 | .667 |     |     |     | 0.0 | 0.0 |      | 0.0   | 0.0    | 0.0 | 1.0  | 0.0 | 0.0 |     | 0.0 | 4.0 |
| Total     |      |                | TOTAL | 5 |     | 7.2 | 1.0 | 2.2 | .455 | 0.0 | 0.0 |     | 0.8 | 1.0 | .800 | 0.0   | 0.0    | 0.0 | 1.4  | 0.2 | 0.0 | 1.3 | 1.2 | 2.8 |
|           |      |                | ABA   | 4 |     | 7.5 | 0.8 | 2.0 | .375 | 0.0 | 0.0 |     | 1.0 | 1.3 | .800 | 0.0   | 0.0    | 0.0 | 1.5  | 0.3 | 0.0 | 1.3 | 1.5 | 2.5 |
|           |      |                | NBA   | 1 |     | 6.0 | 2.0 | 3.0 | .667 |     |     |     | 0.0 | 0.0 |      | 0.0   | 0.0    | 0.0 | 1.0  | 0.0 | 0.0 |     | 0.0 | 4.0 |